# Comté du Haut-Lachlan
Pour les articles homonymes, voir Lachlan.
Le comté du Haut-Lachlan (en anglais : Upper Lachlan Shire) est une zone d'administration locale située dans l'État de Nouvelle-Galles du Sud en Australie. Son chef-lieu est Crookwell.

## Géographie
Le comté s'étend sur 7 102 km2 dans la région des Plateaux du sud au sud-est de la Nouvelle-Galles du Sud, à environ 100 km au nord de Canberra. Il comprend les villes de Crookwell, Bigga, Binda, Dalton et Gunning, ainsi que de nombreux villages.

## Histoire
Le comté est créé en 2004 par la fusion du comté de Crookwell avec des parties des comtés de Gunning, Mulwaree et Yass. 

## Démographie
La population s'élevait à 7 053 habitants en 2006 et à 7 695 habitants en 2016.

## Politique et administration
Le conseil municipal comprend neuf conseillers élus pour quatre ans, qui élisent parmi eux le maire pour deux ans. À la suite des élections du 4 décembre 2021, le conseil est formé d'indépendants.

### Liste des maires
| Période                                  | Période           | Identité        | Étiquette    | Qualité |
| ---------------------------------------- | ----------------- | --------------- | ------------ | ------- |
| Les données manquantes sont à compléter. |                   |                 |              |         |
| septembre 2016                           | 20 septembre 2018 | Brian McCormack |              |         |
| 20 septembre 2018                        | 13 janvier 2022   | John Stafford   | Indépendant  |         |
| 13 janvier 2022                          | en fonction       | Pam Kensit      | Indépendante |         |